# Consell Regional de l'Illa de França

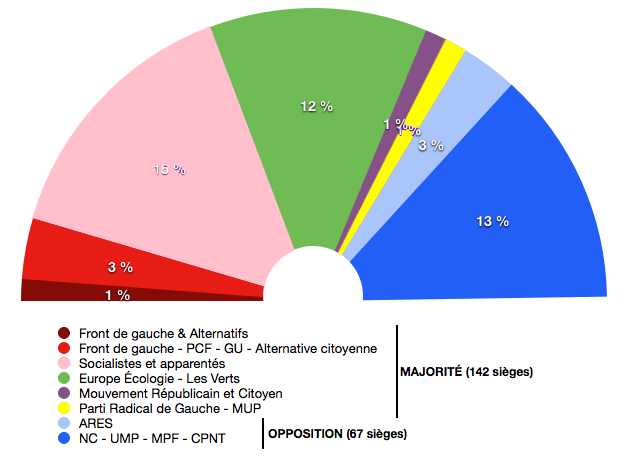
Composició del Consell Regional el 2010-2014

El Consell regional d'Illa de França és una assemblea elegida que dirigeix la regió d'Illa de França. La seu es troba al 33 rue Barbet-de-Jouy de París. Actualment és presidit per Jean-Paul Huchon (PS). Està format per 209 membres.

## Composició
- 24 consellers per Essonne
- 29 consellers per l'Alts del Sena
- 19 consellers per Sena Saint-Denis
- 24 consellers per Sena i Marne
- 20 consellers per Val d'Oise
- 24 consellers per Val-de-Marne
- 28 consellers per Yvelines
- 41 consellers per París

## Presidents del Consell Regional
- 1976 - 1988 : Michel Giraud (1929-2011, RPR)
- 1988 - 1992 : Pierre-Charles Krieg (1922-1998, RPR)
- 1992 - 1998 : Michel Giraud (1929-2011, RPR)
- 1998 - en curs : Jean-Paul Huchon (1946-, PS)

## Composició política

### Consell regional 2010-2015
A 13 de desembre de 2011, la composició dels 209 membres del consell regional era:
- socialistes i propers (PS) : 61 electes, grup presidit per Guillaume Balas.
- Unió pel Moviment Popular (UMP) : 54 electes, grup presitit per Valérie Pecresse.
- Europa Ecologia-Els Verds (EELV) : 50, grup presidit per Cécile Duflot.
- Front d'Esquerra, PCF-GU-AC (FdG) : 14 electes, grup presidit per Gabriel Massou.
- Aliança Republicana, Ecologista i Social: 13 electes, grup presidit per Laurent Lafon.
- Moviment Republicà i Ciutadà (MRC): 5, grup presidit per Jean-Marc Nicolle.
- PRG i MUP (PRG - MUP) : 5 electes, grup presidit per Eddie Aït.
- Front d'Esquerra i Alternatifs (FdG et A) : 5 electes (4 PG i un Alt), grup presidit per Pascale Le Néouannic.

Les formacions membres de la majoria regional compten 142 escons contra 67 a l'oposició.

### El Consell regional 2004-2010
A 3 d'octubre 2009, els 209 escons eren repartits en alguna d'aquestes llistes:
- Esquerra : 132 escons 
  - PS i afins (PS): 60 escons, grup presidit per Jean-Paul Planchou.
  - Les Verts: 28 escons, grup presidit per Jean-Vincent Placé.
  - Comunista, Alternativa Ciutadana Republicana i Partit d'Esquerra (CACRPG) : 27 escons, grup presidit per Gabriel Massou.
  - Radicals d'Esquerra i escons relacionats (RAGEAP): 9 escons, grup presidit per Jean Levain.
  - Républicà, radical i ciutadà (2RC): 8 escons, grup presidit per Guillaume Vuilletet.

- Centre : 17 escons
  - Démocrate et centriste: 17 escons, grup presidit per Bernard Lehideux.

- Dreta i centredreta : 45 escons
  - UMP: 37 escons, grup presidit per Roger Karoutchi.
  - Centre et apparentés: 8 escons, grup presidit per Laurent Lafon.

- Extrema-dreta : 15 escons
  - Front national (FN) : 9 escons, grup presidit per Marine Le Pen fins a febrer de 2009 quen fou substituïda per Marie-Christine Arnautu.[2]
  - Nationaux et indépendants (ex-FN) : 6 escons, grup presidit per Martine Lehideux.